# Guarnizo
Guarnizo es una pedanía del municipio de El Astillero (Cantabria, España). Se sitúa a una distancia de 4 km de la capital autonómica.

## Administración
Guarnizo posee la estructura de Entidad Local Menor con denominación de Junta Vecinal.
La Junta Vecinal de Guarnizo está integrada por un Presidente y por cuatro Vocales. El Presidente de la Junta Vecinal de Guarnizo es actualmente, y desde 2019, Alejandro Hoz Fernández por Ciudadanos-Partido de la Ciudadanía que posee la totalidad de los vocales de la Junta Vecinal tras superar el 70% de los votos en las elecciones de 2023.

## Demografía
La población empadronada en la localidad en 2019 era de 6.355  habitantes (INE), lo que supone el 35,09% del conjunto de habitantes de El Astillero (18.111 hab.).
| 2000 | 2001 | 2002 | 2003 | 2004 | 2005 | 2006 | 2007 | 2008 | 2009 | 2010 | 2011 |
| ---- | ---- | ---- | ---- | ---- | ---- | ---- | ---- | ---- | ---- | ---- | ---- |
| 3607 | 3778 | 3947 | 3947 | 4149 | 4237 | 4385 | 4765 | 5297 | 5581 | 5722 | 5824 |

Fuente: INE

## Educación
En la localidad se encuentran los siguientes centros de educación:
- CEIP Ramón y Cajal
- CC San José
- IES Nuestra Señora de los Remedios

## Patrimonio
- Iglesia nuestra señora de El Pilar
- Iglesia de Nuestra Señora de Muslera
- Ermita de Nuestra Señora de los Remedios
- Fuente, abrevadero y lavadero de la C/ Ramón y Cajal.

## Cultura

### Fiestas
A lo largo del año, en el municipio de El Astillero se celebran las siguientes fiestas:
- La fiesta del deporte, organizada por el ayuntamiento durante los meses de marzo y abril, con el objetivo de galardonar a los deportistas del municipio que han destacado a lo largo del año, tanto en pruebas y competiciones locales como autonómicas, estatales e internacionales.
- 15 de mayo: fiesta popular de San Isidro, organizada por los vecinos de este barrio.
- 29 de junio: festividad de San Pedro, de marcado carácter popular.
- 14 de julio: festividad de San Camilo, de marcado carácter popular que se celebra en este barrio.
- 15 de agosto: se celebra el día de Santa María de Muslera, Patrona del municipio. Esta festividad se complementa con los actos que se realizan durante todo el mes de agosto en la Planchada además de las tradicionales regatas de traineras.
- Jornadas de folclore de España en Astillero, durante la última semana del mes de agosto, el festival de verano culmina con la celebración de las Jornadas de Folclore con grupos de las distintas regiones y autonomías españolas.
- 12 de octubre: festividad de Nuestra Señora del Pilar, patrona de Guarnizo. Durante una semana se celebran actos festivos con certamen de actividades populares, romerías, etc.

## Personas destacadas
- Paco Gento (1933-2022): el único futbolista ganador de seis Copas de Europa, además de doce campeonatos de Liga, dos de Copa y una Copa Intercontinental.[6]
- Julio Gento (1939-2016): jugó en el Plus Ultra, por aquel entonces cantera del Real Madrid, Elche CF (1960-61), Deportivo de La Coruña (1961-62), equipo con el que consiguió el ascenso a Primera División, Málaga CF (62-63), Racing de Santander (1963-1968) y CF Palencia (1969-76); también entrenó al CF Palencia durante tres años.[7]
- Emilio Calleja (1830-1906): senador y militar que alcanzó el grado de Teniente General y que fue Gobernador de Cuba en dos ocasiones (entre 1886 y 1887 y 1893 y 1895).[8][9]
- Miguel de la Sierra (1763-1827): fue un marino realista que se desempeñó como Comandante del Apostadero de Montevideo entre 1812 y 1814.[10]